# Ludwik de Bourbon-Soissons

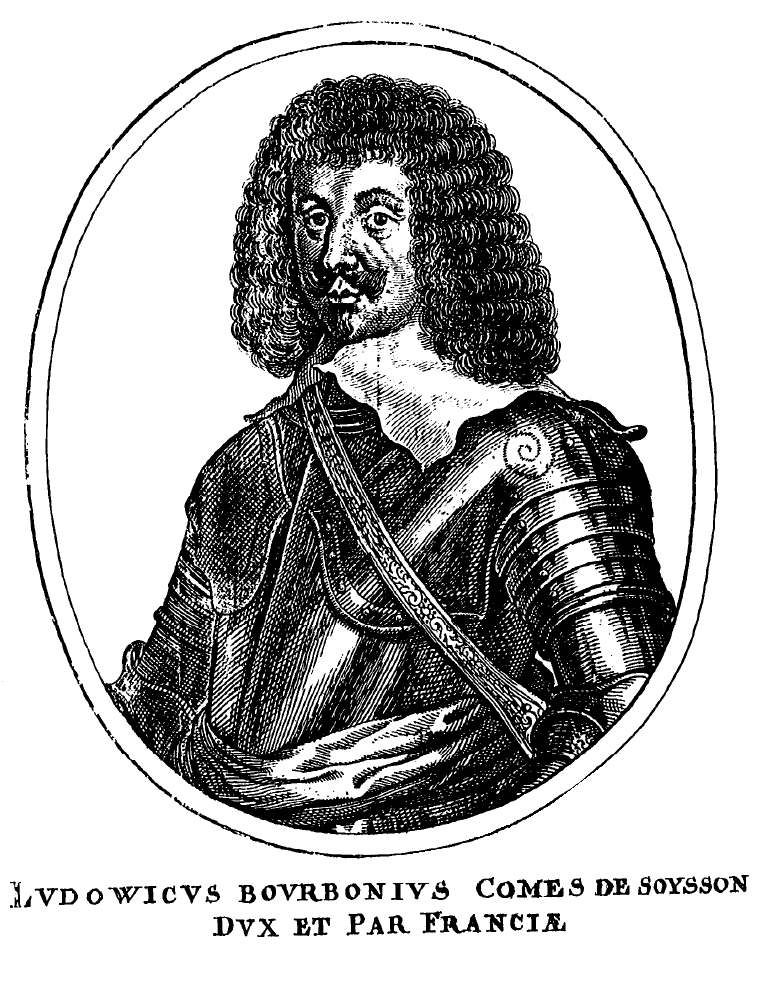
Ludwik Bourbon-Condé

Ludwik de Bourbon (1604–1641) – jedyny syn Karola de Bourbon, hrabiego Soissons, i jego żony - Anny di Montafia. Ludwik był kuzynem króla Francji - Ludwika XIII i bratem ciotecznym Henryka II, księcia de Condé.
Urodził się w Paryżu. W 1612 został mianowany zarządcą Delfinatu (po śmierci swojego ojca, który był poprzedni zarządcą). W 1631 został jeszcze mianowany zarządcą prowincji Szampanii.
Ludwik razem ze swoim kuzynem - Gastonem, księciem Orleanu (młodszym bratem Ludwika XIII) i hrabią de Montrésor, uknuł spisek, który miał na celu zabicie kardynała Richelieu. Spisek ten w 1636 nie powiódł się.
Ludwik schronił się w Sedanie razem z księciem de Bouillon (księciem-zarządcą Sedanu) i tam znowu spiskowali przeciwko Richelieu. Książę de Bouillon uzyskał nawet wojskowe wsparcie z Hiszpanii. W odpowiedzi francuska królewska armia pod dowództwem marszałka de Châtillon została wysłana do Sedanu, ale do samego miasta nie doszła. 6 lipca 1641 marszałek wydał spiskowcom bitwę pod Marfée (niedaleko Sedanu). Ludwik został zabity w czasie bitwy.
Ponieważ Ludwik nie był żonaty i zmarł bezdzietnie, jego tytuły przeszły na jego młodszą siostrę - Marię Bourbon-Soissons, żonę Tomasza de Savoie-Carignan.